# AN/UPS-3 Tactical Defense Alert Radar

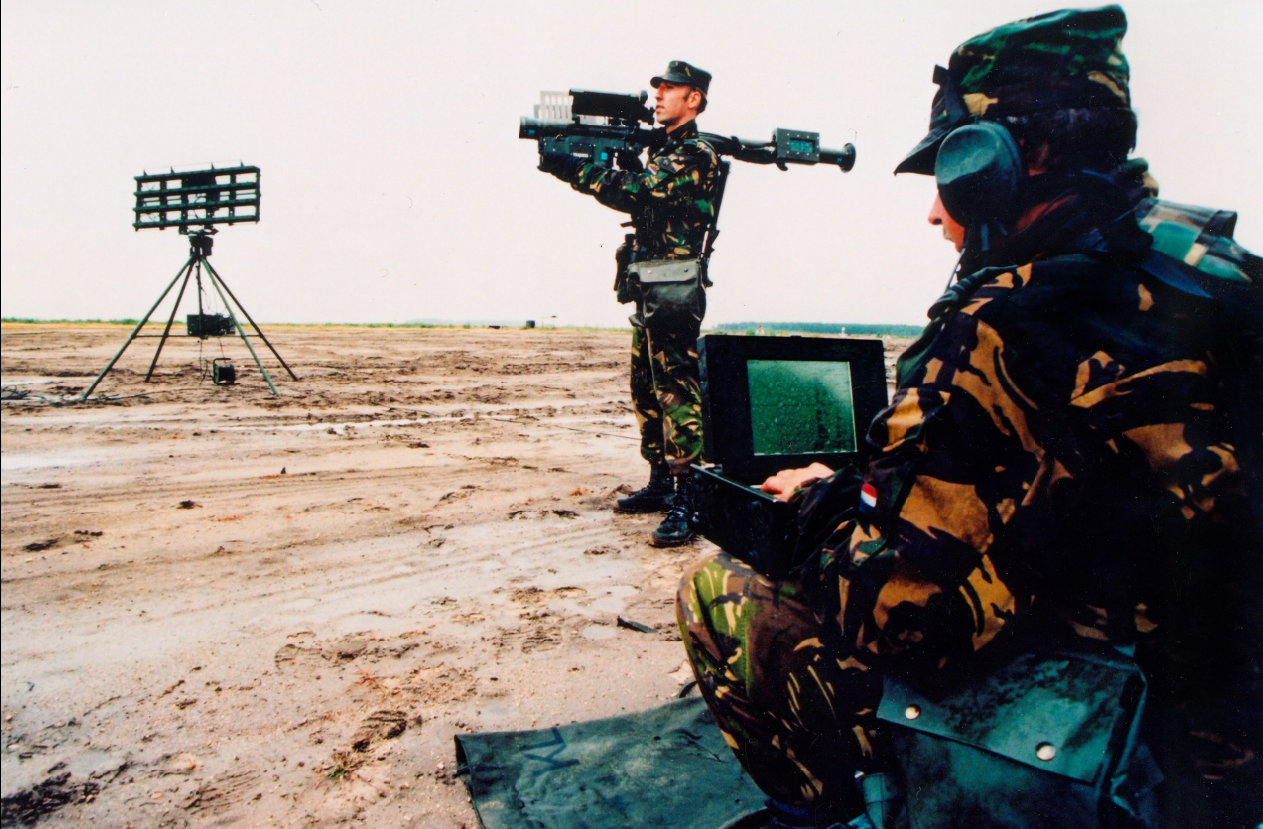
Militair van de Luchtmobiele Brigade oefent met de Stinger. De militair op de voorgrond bekijkt het beeld dat de TDAR-radar op de achtergrond geeft.
1997

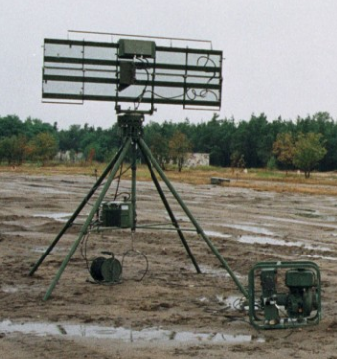
AN/UPS-3 Tactical Defense Alert Radar op statief 1997. De vier golfgeleiders zijn goed te zien.

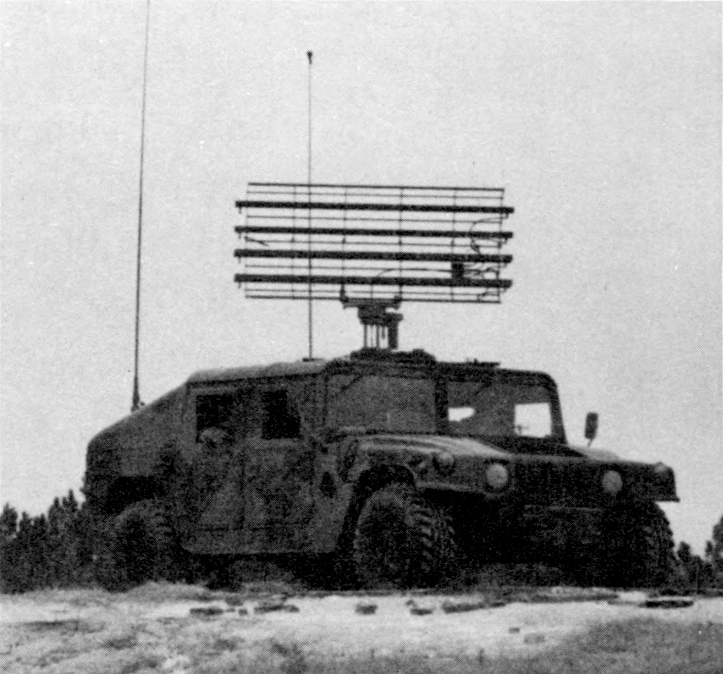
Op een HMMWV

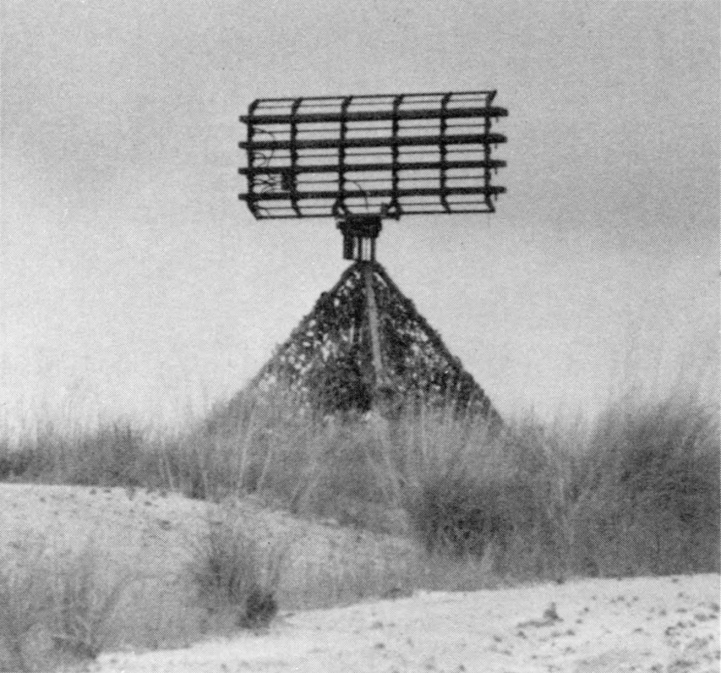
TDAR radar op gecamoufleerde vierpootstatief

De AN/UPS-3 Sentry Tactical Defense Alert Radar (Army-Navy / Remote control, Automatic transmitting and receiving, Search) of TDAR is een tactische zoekradar bedoeld voor luchtverdediging in oorlogsgebied tegen laagvliegende straaljagers en helikopters. De radar is afgeleid van de EL/M-2106H-radar van Elta Systems, die door Israël is ontworpen, en wordt sinds het einde van de jaren 80 door GEC Astronics geproduceerd, voorheen Lear Siegler, uit Santa Monica in Californië.
De Nederlandse Luchtmacht hanteert de originele Amerikaanse naam TDAR, terwijl de Landmacht het systeem Waarschuwingsmiddel Luchtmobiel Stinger WALS noemt.

## Beschrijving
Het modulaire TDAR systeem heeft drie subsystemen: een antenne op een statief in de vorm van een vierpoot, een quadrapod, een verwerkingssysteem en een beeldscherm.
De TDAR wordt vervoerd in vier transportkoffers met overdrukventiel, dat moet worden ingedrukt voordat de koffer wordt geopend. De TDAR kan per parachute worden gedropt.
De installatie van de apparatuur kost twee man ongeveer 10 minuten en bestaat uit het opstellen van het statief, het plaatsen van het voetstuk, het plaatsen van de antenne, het afstellen van de hoogte van de antenne, het installeren van de zendontvanger, het uitlijnen van het voetstuk en de antenne, het aansluiten van de kabels en het installeren en verbinden van de displayterminal. De TDAR kan ook op een voertuig, bijvoorbeeld een HMMWV, worden gemonteerd.
De TDAR werkt bij windvlagen tot 60 kn. Er kan op verschillende manieren voor de nodige elektrische voeding van 24 V worden gezorgd: van een voertuig, met behulp van de meegeleverde omvormer van 120 of 230 V het elektriciteitsnet of generator. De bedieningsunit kan tot maximaal 2 km op afstand met WF16-getwist paar datakabel met de antenne worden verbonden, mits die een externe stroomvoorziening heeft. De standaard militaire veldtelefoonkabel WD-1/TT getwist paar kan ook worden gebruikt, maar die heeft een grotere weerstand dan de WF16-datakabel, waardoor de bedieningsunit maximaal 15 m van de antenne kan worden gebruikt.
Andere eenheden kunnen het luchtbeeld ontvangen via een draad- of radioverbinding. Op een radar kunnen vier beeldschermen worden aangesloten.

## Radar
De AN/UPS-3 werkt binnen de D-band van het militaire radarspectrum. Op de zendontvanger kunnen zeven verschillende frequenties in het bereik van 1,215 tot 1,299 GHz worden ingesteld. De antenne heeft vier golfgeleiders met sleuven, slotted waveguides, en heeft twee rotatiesnelheden. Het systeem kan in de track-while-scan-modus 40 doelen tegelijk volgen. De digitale signaalprocessor beschikt over een moving target indicator, waardoor de signaal-ruisverhouding met 55 dB wordt verbeterd. De waarschuwingstijd varieert, afhankelijk van de vlieghoogte en snelheid van het luchtdoel. Vliegtuigen kunnen bijvoorbeeld 1-2 minuten van tevoren worden gedetecteerd en helikopters 10 minuten.
Het is in staat helikopters te detecteren van 8 tot 10 km en vliegtuigen met vaste vleugels van 20 km met snelheden variërend van 92 km/h tot mach 1,6. De minimale doelsnelheid voor doeldetectie is 129,64 km/h voor vliegtuigen met vaste vleugels en 92 km/h voor helikopters binnen 8 km van de radar.
De plane position indicator op de eerste bedieningsunits is een led-display waarmee afstand en azimut worden aangegeven en dat het doelwit een vliegtuig, aangegeven door een constant doelechosignaal of een helikopter is, aangegeven met een knipperend doelechosignaal. Latere systemen zijn voorzien van een moderner scherm.
Het systeem is robuust en betrouwbaar, met een mean time between failures van 2.180 uur.

## Inzet
De TDAR werd in 1990 door het US Marine Corps aangeschaft voor eenheden, die met onder andere Stingers opereren. De US Army schafte het later ook aan voor haar lichte divisies en luchtlandingsdivisies. Het is een van de twee lichte luchtbewakingssystemen van de Amerikaanse krijgsmacht. De US Navy gebruikt de radar voor stinger-eenheden ook op patrouilleschepen.
De TDAR werd operationeel ingezet door het US Marine Corps en de 82e Luchtlandingsdivisie tijdens de militaire operaties Desert Shield en Desert Storm in 1990 en 1991.

### Nederlandse krijgsmacht
De Nederlandse krijgsmacht schafte begin jaren 90 de AN/UPS-3 Tactical Defense Alert Radar aan voor gebruik door de stinger-eenheden van het Korps Mariniers, de Koninklijke Luchtmacht en de Luchtmobiele Brigade van de Koninklijke Landmacht. De Luchtmacht noemt het systeem TDAR, de Landmacht noemt het Waarschuwingsmiddel Luchtmobiel Stinger WALS.

## Opvolger
Elta heeft inmiddels verbeterde versies ontwikkeld. De EL/M-2106 NG heeft een 3D-radar met Active Phased Array Radar dus zonder bewegende delen en een maximum bereik van 110 km. De EL/M-2106 ATAR is een tactische solid-state L-band 3D-radar voor middellange afstand.

## Specificaties
| afmeting antenne h×b                | 4 m × 6 m           |
| massa                               | 107,5 kg            |
| bereik                              | 31 km               |
| maximale detectiehoogte             | 3 km                |
| nauwkeurigheid, azimut              | ±2°                 |
| nauwkeurigheid afstand              | 200 m               |
| nauwkeurigheid doelsnelheid         | 18,5 km/h           |
| frequentieband                      | D                   |
| antennevermogen piek                | 210 W               |
| antennevermogen gemiddeld           | 18 W                |
| antenneversterking                  | ten minste 22 dB    |
| elevatiehoek antenne                | –3° – +10°          |
| stralingsbereik antenne horizontaal | 8° × 17°            |
| rotatiesnelheid antenne             | 10 of 15 tpm        |
| temperatuuruitersten                | −31°C tot +60°C     |
| voeding                             | 24 V gelijkspanning |